# Се Сыи
Се Сыи́ (кит. упр. 谢思埸, пиньинь Xiè Sīyì, род. 28 марта 1996, Шаньтоу, Гуандун) — китайский прыгун в воду, трёхкратный олимпийский чемпион, 4-кратный чемпион мира.

## Биография
Се Сыи родился в 1996 в Шаньтоу. До 2012 года выступал на вышке, однако из-за серьёзной травмы стал выступать на трамплине. В 2015 году на чемпионате мира выиграл соревнования на метровом трамплине, затем выиграл бронзовую медаль в командных соревнованиях.
На чемпионате мира 2019 года в корейском Кванджу в паре с Цао Юань завоевал золотую медаль в синхронных прыжках с 3-х метрового трамплина. В индивидуальных прыжках с 3-х метрового трамплина ему также не было равных.